# Халупки Дусівські
Халупки Дусівські (пол. Chałupki Dusowskie) — село на Закерзонні, ґміна Стубно Перемишльського повіту в Підкарпатському воєводстві, на південному сході Польщі.

## Розташування
Розміщене недалеко від кордону з Україною. Село розташоване за 6 км південний захід від Стібно, за 15 км на північний схід від Перемишля та 67 км на схід від Ряшева.

## Історія
До 1772 р. село входило до Перемишльської землі Руського воєводства.
У 1880 р. село належало до Перемишльського повіту Королівства Галичини та Володимирії Австро-Угорської імперії.
У 1934—1939 рр. село належало до ґміни Стубно Перемишльського повіту Львівського воєводства. У 1939 році в селі проживало 260 мешканців, усі — українці.
12 вересня 1939 р. село зайняла німецька армія, однак відповідно до угоди Рібентропа-Молотова наприкінці вересня 1939 р. село передане Червоній армії. 27.11.1939 постановою Президії Верховної Ради УРСР село у складі повіту включене до новоутвореної Дрогобицької області, а 17 січня 1940 року — до Медиківського району. В червні 1941, з початком Радянсько-німецької війни, село було окуповане німцями. В липні 1944 року радянські війська оволоділи селом, а в березні 1945 року село зі складу Дрогобицької області передано Польщі. Українців добровільно-примусово виселяли в СРСР, решту в 1947 р. депортовано на понімецькі землі.

## Церква
У 1893 р. українці збудували греко-католицьку дерев'яну богослужбову каплицю св. Вмч. Георгія. До їх депортації належала до парафії Валява Радимнянського деканату Перемишльської єпархії.